# فرنل ۱۰۱۱۱
سیارک ۱۰۱۱۱ (به انگلیسی: 10111 Fresnel، نامگذاری:1992OO1) ده هزار و صد و یازدهمین سیارک کشف شده‌است که در ۲۵ ژوئیه ۱۹۹۲ کشف شد.
نام این سیارک به یاد اگوستن-ژان فرنل فیزیکدان فرانسوی که سازندهٔ عدسی فرنل بود، انتخاب شده‌است.
قدر مطلق سیارک برابر ۱۲٫۷۰ است.